# ميشائيل هيفيلي
ميشائيل هيفيلي (بالألمانية: Michael Hefele)‏ من مواليد (1 سبتمبر 1990 ببفافنهوفن أن در إلم في ألمانيا ) هو لاعب كرة قدم ألماني في مركز الدفاع. لعب مع دينامو دريسدن وغرويتر فورت وهدرسفيلد تاون ونادي أونترهاخينغ وSV Wacker Burghausen ‏ وSpVgg Greuther Fürth II ‏.

## وصلات خارجية
- ميشائيل هيفيلي على موقع قاعدة بيانات كرة القدم.إي يو (الإنجليزية)
- ميشائيل هيفيلي على موقع بيانات كرة القدم. دي إي (الألمانية)
- ميشائيل هيفيلي على موقع Soccerbase.com (لاعب) (الإنجليزية)
- ميشائيل هيفيلي على موقع Soccerway.com (الإنجليزية)
- ميشائيل هيفيلي على موقع عالم كرة القدم.نت (الإنجليزية)
- ميشائيل هيفيلي على موقع AS.com (الإسبانية)